# Onthophagus shillongensis
Onthophagus shillongensis là một loài bọ cánh cứng trong họ Bọ hung (Scarabaeidae).